# ピセナイ山
ピセナイ山（ピセナイやま）は、北海道の日高郡新ひだか町に位置する標高1,027.2mの山。山頂には二等三角点「比瀬内山」が設置されている。北海道百名山及び北海道の百名山に選定されている。

## 概要
日高山脈の主脈から離れた場所にあり、周囲と比べて標高が高いかつ山頂は樹木が少ない笹原のため眺望に優れる。また日高山脈の山では珍しく登山道が整備されている。
山名の由来はピセナイ沢が由来である。「ナイ」は「川」を意味し、「ピセ」は「クマの膀胱、魚の浮袋、または風船上に膨らんだ袋」を指すというが、実際に「ピセ」らしい地形は見当たらない。

## 登山
双川ダムで車輌通行止めとなるため、登山口までは徒歩で行く。静内ダムで静内川対岸へ移動した後、しばらくは静内川左岸を歩き、ペンケモシヨシ沢川で東の沢左岸林道へ入る。その後はピセナイ林道を歩き、右折してピセナイ2号線で登山口へ至る。道中は崩落箇所もあるため注意が必要。
登山口からは登山道となる。道中は「一合目」「二合目」などと看板が設置されているなど登山道が整備されているが、一部は笹をかき分けて進む箇所もあるため初心者向けの山ではない。